# Bhambatha: War of the Heads 1906
Pour plus de détails, voir Fiche technique et Distribution.
Bhambatha: War of the Heads 1906 est un film documentaire du réalisateur sud-africain Rehad Desai. Réalisé en 2007, le documentaire traite de la lutte coloniale en Afrique du Sud.

## Synopsis
En 1906, les colons britanniques introduisent une nouvelle taxe dans la colonie du Natal en Afrique du Sud. Dans le but d’inciter les jeunes Noirs à travailler pour les fermiers blancs en labourant leurs terres, les Britanniques imposent la taxe à chaque homme noir âgé de plus de 18 ans possédant une hutte.
Chef du clan zulu Amazondi, Bambatha va parvenir à unir sa communauté contre cette nouvelle loi injuste. Bénéficiant des conseils d’un chef plus âgé d’une autre tribu zoulou, Bambatha va organiser la rébellion. Il devient ainsi un héros pour les opprimés mais surtout l’un des premiers chefs africains à organiser une réelle rébellion solidaire contre les Anglais. En effet, d’autres chefs de tribus se rallieront à Bambatha dans cette quête de justice.

## Fiche technique
- Titre : Bhambatha: War of the Heads 1906
- Pays de l'action : Afrique du Sud
- Réalisateur : Rehad Desai
- Pays du réalisateur : Afrique du Sud
- Langue : anglais
- Durée : 60 minutes
- Année : 2007
- Genre : documentaire
- Production : Productions Uhuru